# テハノ・ジュニア
テハノ・ジュニア（Texano Jr.）のリングネームで知られるルイス・メンドーサ（Luis Arturo Aguilar Mendoza、1984年7月31日 - ）は、メキシコのプロレスラー。メキシコシティ出身。
父はエル・テハノ、弟にスペル・ノバ。

## 来歴
1999年2月、CMLLにてケンポー・キッドなるリングネームのマスクマンでデビュー。後に素顔となり、リングネームをエル・テハノ・ジュニア及びテハノ・ジュニアへと変更。
2005年10月7日にマキシモ、サグラドと組みドクトルX、ニトロ、サングレ・アステカを破りメキシコナショナルトリオ王座を奪取。
2005年から2007年まで新日本プロレスに参戦。2007年3月には稔の持つIWGPジュニアヘビー級王座に挑戦。
2008年8月26日にエル・テリブレと組みレイマン、サグラド組を破り連邦区タッグチーム王座奪取。
2009年にはNO LIMIT（高橋裕二郎&内藤哲也）と抗争を繰り広げる。2010年2月にはエル・テリブレと組んでIWGPタッグ王座に挑戦した。またG1 TAG LEAGUEにも出場した。12月13日にはショッカーを破りNWA世界ヒストリックライトヘビー級王座奪取。
2011年11月、AAAに移籍。2012年12月2日、PPVであるグエッラ・デ・タイタネスにてエル・メシアスからAAA世界ヘビー級王座を奪取した。

## 得意技
トルナド・テハス
ファイヤーマンズキャリーDDT。
ファイナルキック
スーパーキックと同じ技。
シットダウン・パワーボム
メキシカンドリーム
スウィンギング・サイドスラム
横抱き状態から相手の身体をサイドに振ってロックボトムに移行する。
シルバーキング・ダイブ
コークスクリュー・プランチャ。シルバー・キングの得意技として知られる。
トルネードテキサス
牛殺しと同じ技
ファイヤーマンズキャリー・バックブリーカー
エルボー
エルボー・スタンプ
バック・ハンド・チョップ
チョップ・スマッシュ
ナックルパンチ
ドロップキック
通常、低空式の2種類を使用。
延髄斬り

## 獲得タイトル
AAA
- AAAメガ王座 : 1回
- AAA世界トリオ王座 : 1回

w / マスカラ・アニョ・ドスミル・ジュニア & トスカーノ
CMLL
- メキシコナショナルトリオ王座 : 1回

w / マキシモ & サグラド
- NWA世界ライトヘビー級王座 : 1回
- NWA世界ヒストリックライトヘビー級王座 : 1回
- オクシデンテタッグ王座 : 1回

w / エル・テリブル